# Коккойла

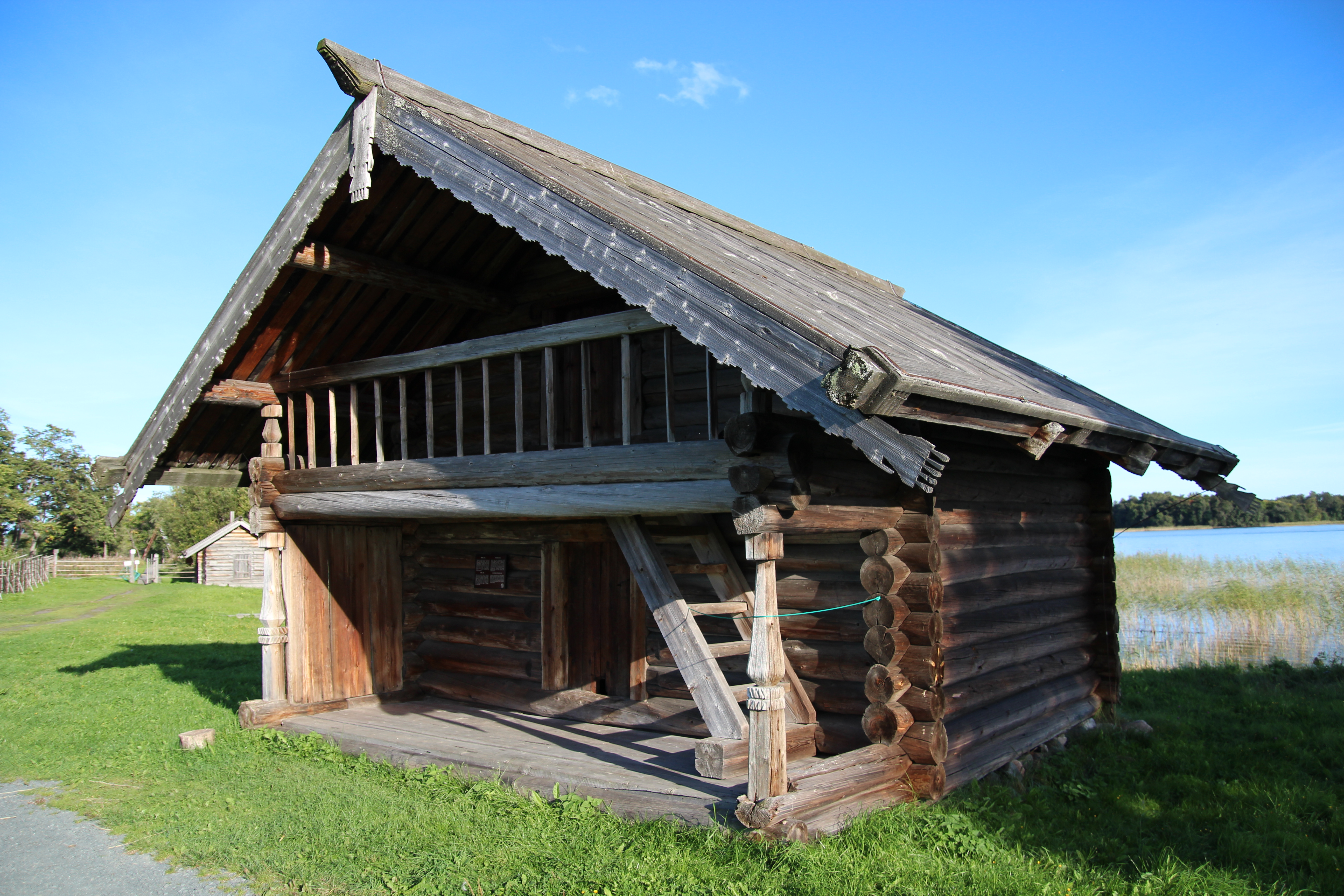
Амбар из деревни Коккойла в музее-заповеднике «Кижи»

Ко́ккойла (карел. Kokkoilu) — деревня в составе Крошнозерского сельского поселения Пряжинского национального района Республики Карелия.

## Общие сведения
Расположена на северном берегу озера Каскеснаволок.
В деревне находится памятник архитектуры федерального значения — деревянная Варваринская часовня (XIX век).

## Население
| 2002 | 2010 | 2013 |
| ---- | ---- | ---- |
| 3    | ↘2   | →2   |

## Интересные факты
Памятник архитектуры конца XIX века — амбар из деревни Коккойла был перенесен в музей-заповедник «Кижи».

## Улицы
- ул. Петрозаводская
- пер. Советский